# Jada Facer
Jada Mae Facer (* 18. März 2001 in St. George, Utah) ist eine US-amerikanische Sängerin und Schauspielerin.

## Leben
Von 2014 bis 2015 spielte Facer die Hauptrolle der Dani in der Sitcom Melissa & Joey. Außerdem hatte sie Gastauftritte in den Fernsehserien Bad Teacher, Nicky, Ricky, Dicky & Dawn, Henry Danger und Die Thundermans.

## Filmografie (Auswahl)
- 2011: Liebe trotzt dem Sturm (Fernsehfilm)
- 2012: Nina Del Tango (Kurzfilm)
- 2014: Bad Teacher (1 Folge)
- 2014: Nicky, Ricky, Dicky & Dawn (1 Folge)
- 2014–2015: Melissa & Joey (10 Folgen)
- 2015: Henry Danger (1 Folge)
- 2016: Die Thundermans (1 Folge)
- 2017: The Mick (Fernsehserie, 1 Folge)

## Singles
- 2017: 7 Minutes In Heaven